# Xã Honner, Quận Redwood, Minnesota
Xã Honner (tiếng Anh: Honner Township) là một xã thuộc quận Redwood, tiểu bang Minnesota, Hoa Kỳ. Năm 2010, dân số của xã này là 79 người.